# Marcin Karwowski
Marcin Karwowski (* 8. Oktober 1991 in Warschau) ist ein ehemaliger polnischer Squashspieler.

## Karriere
Marcin Karwowski spielte 2011 und 2012 vereinzelt auf der PSA World Tour und erreichte seine höchste Platzierung in der Weltrangliste mit Rang 219 im Juni 2012. Mit der polnischen Nationalmannschaft nahm er 2013 an der Weltmeisterschaft teil. Darüber hinaus gehörte er mehrfach zum polnischen Aufgebot bei Europameisterschaften. Im Einzel stand er 2011, 2012, 2013 und 2015 jeweils im Hauptfeld, kam dabei aber nie über die erste Runde hinaus. 2011, 2013 und 2014 wurde er polnischer Meister.

## Erfolge
- Polnischer Meister: 3 Titel (2011, 2013, 2014)